# 陳茂禮
陳茂禮（1527年—？），字履卿，浙江寧波府慈谿縣人，民籍，明朝政治人物。

## 生平
嘉靖二十八年（1549年）己酉科浙江鄉試第八十六名舉人，二十九年（1550年）中式庚戌科會試第二十一名，二甲第六十一名進士。授工部主事，管理漕河工程，升兵部郎中，三十五年（1556年）五月被招入浙直提督趙文華軍幕，參與平定海寇徐海，升江西按察司副使，調廣東按察司副使、兵備瓊州，卒於任。

## 家族
曾祖陳志；祖父陳倫；父陳安。前母馮氏；繼母丘氏；生母王氏。慈侍下。兄陳茂仁，從兄陳茂義（廣西布政使司左參政），弟陳茂智。